# لي يانغ شوان
لي يانغ شوان (بالصينية: 李陽軒) (27 أكتوبر 1995 بهونغ كونغ في الصين - ) هو لاعب كرة قدم صيني في مركز حراسة المرمى. لعب مع Southern District FC ‏.